# Xya pfaendleri
Xya pfaendleri är en insektsart som beskrevs av Carl Otto Harz 1970. Xya pfaendleri ingår i släktet Xya och familjen Tridactylidae.

## Underarter
Arten delas in i följande underarter:
- X. p. palaestinae
- X. p. pfaendleri